# Rondo Unii Europejskiej w Warszawie
Rondo Unii Europejskiej – skrzyżowanie w dzielnicy Mokotów w Warszawie.
Do ronda Unii Europejskiej dochodzą ulice:
- od północy – ulica Wołoska,
- od wschodu – aleja Wilanowska,
- od południa – ulica Rzymowskiego,
- od zachodu – ulica Marynarska.

## Historia
Zbieg powyższych ulic był pierwotnie jednopoziomowym skrzyżowaniem, jednak ze względu na wzrost ruchu samochodowego w ciągu Obwodnicy Etapowej Warszawy, zostało ono przebudowane. Modernizacja, prowadzona w latach 2004–2006, obejmowała utworzenie ronda oraz budowę estakady łączącej ul. Rzymowskiego z ul. Marynarską (tylko w kierunku z południa na zachód), przebiegającej nad rondem. Rondo oddano do użytku 23 czerwca, zaś estakadę – 18 lipca 2006 roku.
Od listopada 2011 rondo nosi nazwę Unii Europejskiej.